# Игрок второй базы

Позиция игрока второй базы

Игрок второй базы (2B) (англ. Second Baseman) — игровая позиция в бейсболе между первой и второй базами, одна из четырёх позиций в инфилде. В системе бейсбольной нумерации данной позиции присвоен номер 4.
Спектр задач, решаемых игроком второй базы, широк и разнообразен. По уровню сложности и важности данная позиция сопоставима только с позицией шорт-стопа, поэтому игроки на обе эти позиции, как правило, подбираются на основе их навыков игры в защите.

## Особенности позиции
Задача игрока второй базы в каждом конкретном розыгрыше существенно зависит от текущей игровой ситуации. В простейшем случае при отсутствии бегущих на базах задача сводится к ловле мяча и быстрой его доставке (бросок) на первую базу (необходимо сделать это раньше, чем бьющий сможет её достичь).
Если на первой базе уже есть бегущий, и мяч отбит в левую часть инфилда (в направлении шорт-стопа или игрока третьей базы), игрок второй базы должен накрыть вторую базу для выведения бегущего в вынужденный аут. Более того, если к началу розыгрыша менее двух соперников было выведено в аут, после доставки мяча на вторую базу необходимо быстро переправить его на первую базу для выведения в вынужденный аут бьющего (организовать дабл-плей).
В случае, если мяч был отбит в правую часть инфилда, за игру на второй базе отвечает шорт-стоп.
Высокая степень согласованности действий с шорт-стопом также необходима для предотвращения кражи базы при наличии бегущего на первой или второй базах.
Задачи игрока второй базы и шорт-стопа являются очень схожими, и игроки, как правило, могут заменять друг друга на данных позициях. При этом позиция шорт-стопа считается чуть более сложной для игры (и как следствие, самой важной). Обусловлено это двумя аспектами:
- Праворуких бьющих больше, и они чаще отбивают мяч в левую зону. В результате, как правило, нагрузка на шорт-стопа выше — он чаще вступает в игру.
- В общем случае шорт-стоп находится дальше от первой базы. Таким образом, шорт-стоп имеет в своём распоряжении меньше времени на обработку мяча и должен быстро и точно бросать на большее расстояние.

Поскольку существует большое количество вариантов игровых ситуаций, игроки должны быть хорошо подготовлены тактически и уметь быстро оценивать ситуацию для принятия верного решения.
С точки зрения физических навыков к игрокам обеих позиций предъявляются следующие требования: хорошая координация и ловкость, быстрый точный бросок, способность быстро обработать пойманный мяч для дальнейшего броска.
Поскольку в большинстве розыгрышей необходимо бросать мяч на первую базу, находясь лицом к инфилду, практически все игроки второй базы являются правшами.